# Gare de Meximieux - Pérouges
Gare de Meximieux - Pérouges vasútállomás Franciaországban, Meximieux településen.

## Vasútvonalak
Az állomást az alábbi vasútvonalak érintik:
- Lyon–Genf-vasútvonal

## Kapcsolódó állomások
A vasútállomáshoz az alábbi állomások vannak a legközelebb:
- Gare de La Valbonne
- Gare d’Ambérieu